# 야리시-헤르크스하이머 반응

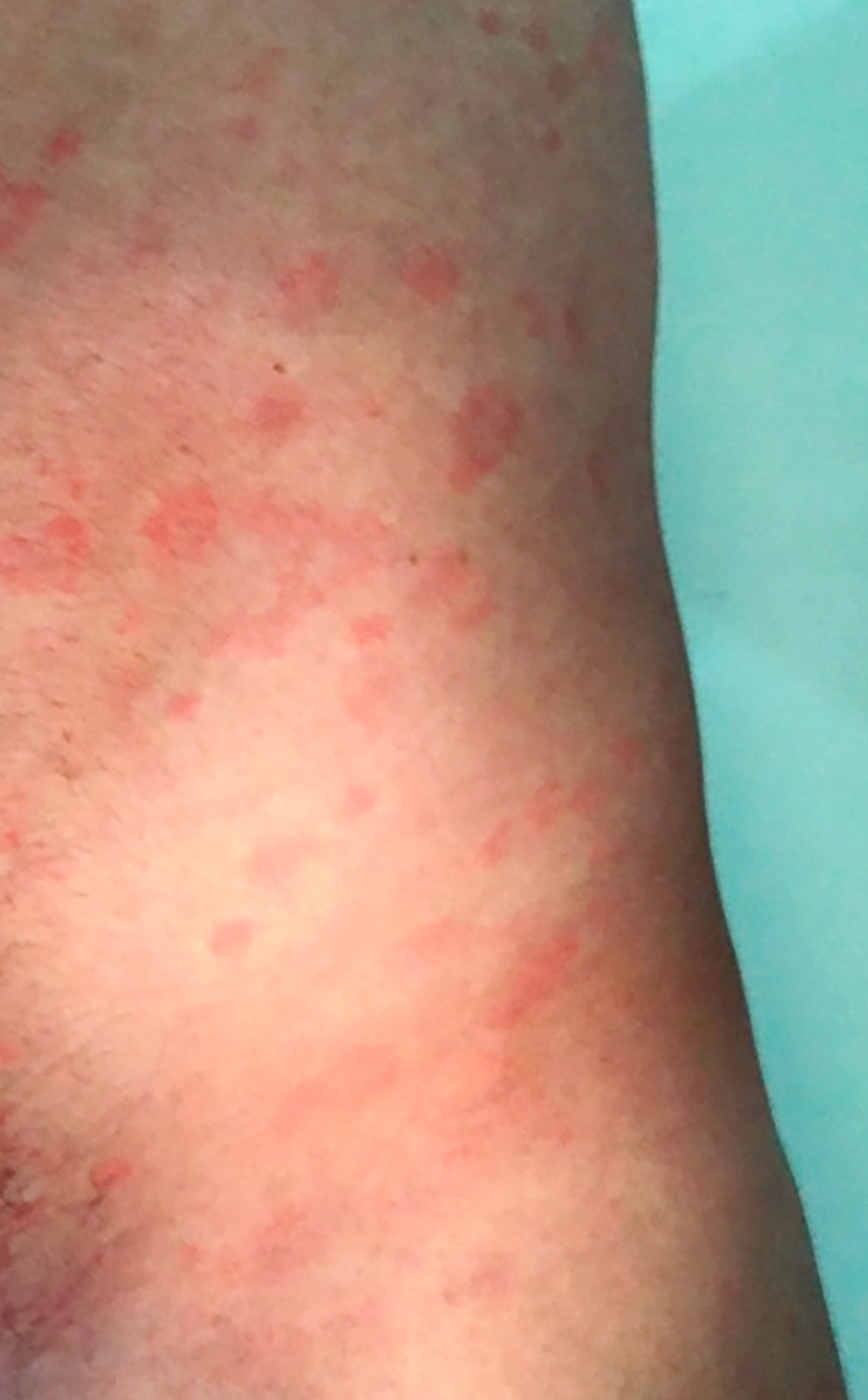

야리시-헤르크스하이머 반응(Jarisch-Herxheimer Reaction)은 매독과 같은 나선상균 치료 직후에 생기는 반응이다. 열, 오한, 근육통, 두통, 가슴 두근거림, 호흡수 증가, 호산구 증가, 혈관 확장과 약간의 저혈압 등의 증상을 보일 수 있다. 이 반응은 이를테면, (매독 치료 시에) 항생제 투여 후에 매독 균이 죽으면서 나오는 지단백(lipoprotein)에 대한 반응이라고 한다. 매독의 경우 1차 매독의 50%, 2차 매독의 경우 90%, 잠복 매독의 경우는 그보다 좀 낮은 비율로 이 반응을 보일 수 있다. 대개 12-24시간 내에 자연적으로 좋아지며 피부 발진은 약간 더 증가할 수도 있다고 한다. 매독 치료 시작 전에 이런 반응이 생길 수 있음을 알고 있으면 환자가 많이 놀라지 않을 것이다. 치료는 크게 필요하지 않으나 필요한 경우 수액이나 해열제 등으로 증상 완화 치료를 할  수 있으며 스테로이드나 진통 소염제는 굳이 필요하지 않다고 한다. 이 반응이 생긴다면 몸 안에 매독균이 있는 것이므로 매독 치료가 필요한 환자가 맞다고 할 수 있다고 한다.